# Apartheid

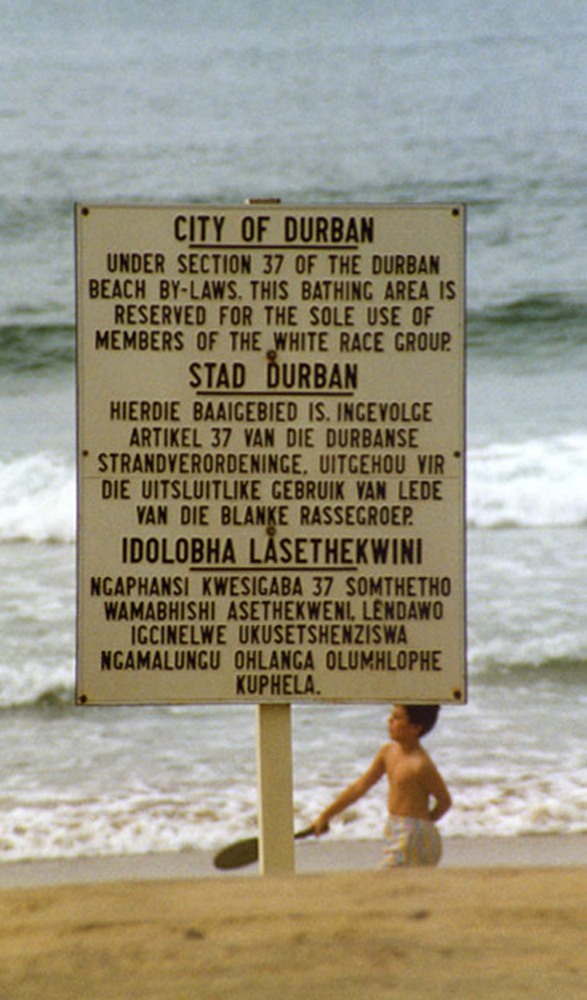
Cartell a una platja de Durban, Sud-àfrica l'any 1989. "Segons la secció 37 de les lleis de platges de Durban aquesta àrea de bany està reservada per a l'ús exclusiu dels membres del grup racial blanc".

L'apartheid (pronunciat ɐˈpartɦɛit en afrikaans) va ser una política que esdevingué un sistema de segregació racial duta a terme entre 1948 i 1990 durant els governs del Partit Nacional a Sud-àfrica (i Namíbia mentre restà sota tutela sud-africana). El primer esment que es té del mot és en un discurs de Jan Smuts del 1917, l'aleshores primer ministre. Significa "separació'" o més literalment "apartament" en afrikaans i neerlandès, però el terme ha estat adoptat per moltes altres llengües, ampliant-ne el significat per explicar situacions de discriminació racial, i reclamat amb més o menys èxit per diversos pobles o grups oprimits.
La segregació racial a Sud-àfrica començà durant el colonialisme, però l'oficialització de l'apartheid començà després de les eleccions generals de 1948. La nova legislació classificava els habitants en grups racials (blancs, negres, coloured i indis) i les zones residencials foren segregades mitjançant trasllats forçosos. Els habitants negres foren desposseïts de la ciutadania i traslladats a un dels 10 territoris autònoms tribals o bantustans del país, quatre dels quals esdevingueren estats independents. El govern segregà l'educació, la sanitat i altres serveis públics, i reservà per als blancs aquells de major qualitat i per als negres els pitjors.
L'apartheid comptà amb una resistència interna considerable. El govern respongué a les protestes i aixecaments il·legalitzant l'oposició, promovent una forta repressió i empresonant els més significatius líders anti-apartheid, com Nelson Mandela. Les reformes promogudes els anys 80 no varen aconseguir sufocar l'oposició, i el 1990 el president Frederik Willem de Klerk començà les negociacions per posar fi al sistema. El 1994 se celebraren eleccions multirracials per sufragi universal que guanyà el Congrés Nacional Africà de Nelson Mandela.

## Precursors de l'apartheid
Els legisladors colonials britànics introduïren una nova legislació a la Colònia del Cap i la Colònia de Natal durant el segle xix que pretenia regular els moviments migratoris des de les regions tribals fins a les colonitzades, ocupades pels blancs i els coloured, governades pels britànics. Les lleis s'aprovaren no només per restringir el moviment dels negres cap aquestes àrees sinó també per prohibir el moviment d'un districte a un altre a tots aquells que no tenien una autorització firmada. Als negres no se'ls permetia sortir al carrer durant la nit en aquestes colònies i havien de dur els seus passis sempre a sobre.

### Eleccions de 1948
En les eleccions de 1948 el principal partit Afrikaner, el Herenigde Nasionale Party (Partit Nacional Reunificat o NP) sota el lideratge del clergue protestant Daniel Malan va fer campanya a favor de la legislació de l'apartheid. El NP va guanyar de forma ajustada les eleccions contra el Partit Unificat de Jan Smuts, un clar opositor a les lleis de segregació racial, i va formar un govern de coalició amb un altre partit Afrikaner. D'aquesta manera Malan esdevingué el primer primer ministre de l'apartheid. Els dos partits de govern es fusionaren més tard formant el Partit Nacional.

## Sistema de l'apartheid

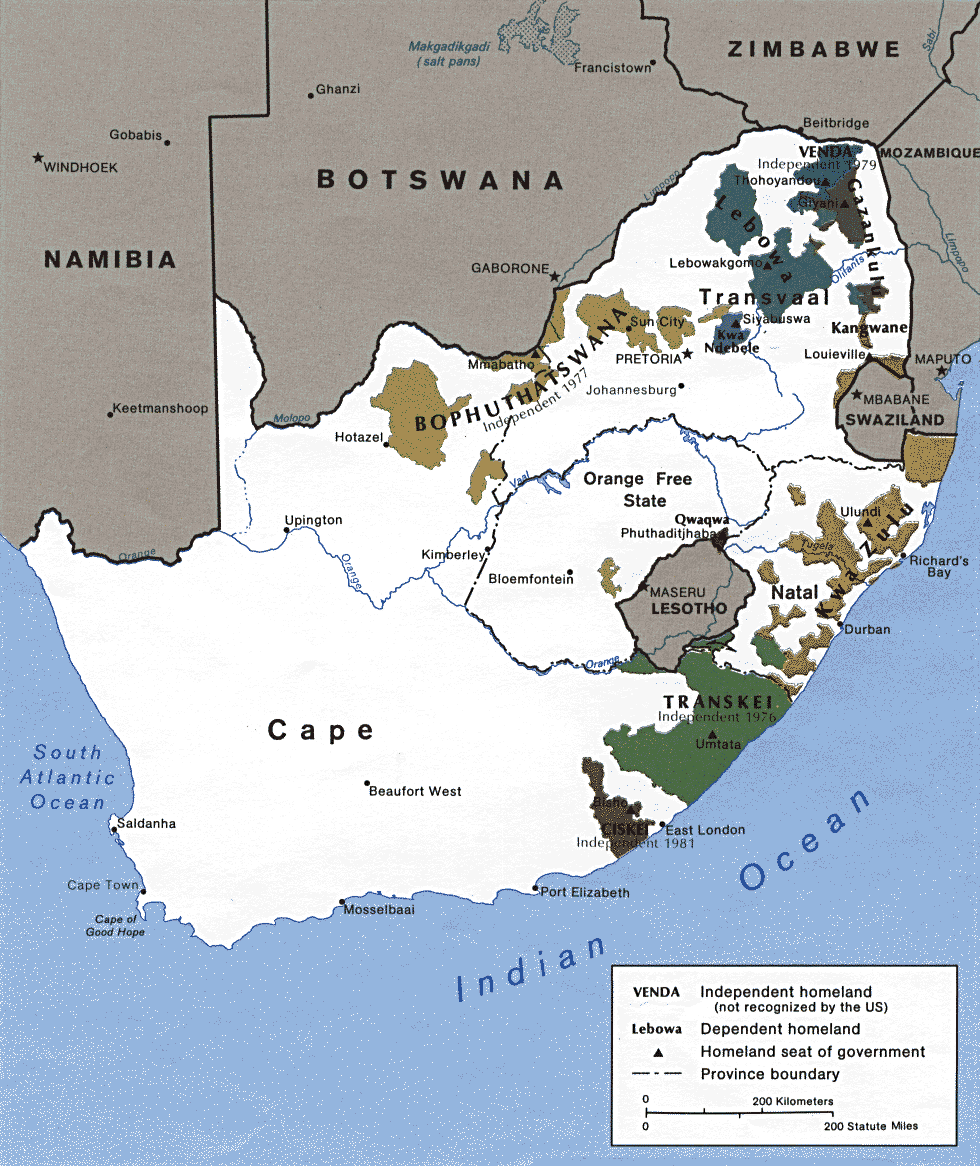
Localització dels Bantustans a Sud-àfrica.

L'apartheid sovint es divideix en gran apartheid i petit apartheid. El gran apartheid es refereix a l'intent de partir Sud-àfrica en diferents estats, mentre que el petit apartheid fa referència la política de segregació racial. La primera fou aplicada fins a la dècada dels 90, mentre que la segona s'abandonà durant els anys 80.

### Gran apartheid
La creació dels bantustans provocà que els ciutadans negres fossin desposseïts de la ciutadania i traslladats a un d'aquests territoris. Els bantustans ocupaven extensions relativament petites i econòmicament improductives. Malgrat tot, molts negres mai residiren en els Bantustans que els foren assignats. El sistema revocà el dret a vot a tots aquells que residien en territoris reservats per als blancs. Es feu efectiva una gran segregació en diferents camps com l'educació, on els negres eren educats per esdevenir la classe treballadora.
Durant la durada del règim arribaren a establir-se deu bantustans assignats a diferents grups ètnics negres:
- Lebowa i QwaQwa als basotho
- Bophuthatswana als tswana
- KwaZulu als zulu
- KaNgwane als swanzey
- Transkei i Ciskei als xhosa
- Gazankulu als tsonga
- Venda als venda
- KwaNdebele als ndebeles

D'entre tots aquests el Transkei (1976), Bophuthatswana (1977), Venda (1979) i Ciskei (1981) foren declarats oficialment independents. Als habitants d'aquests territoris se'ls revocà la ciutadania sud-africana. En aquests casos la política oficial de l'apartheid fou assimilar els problemes d'aquests territoris als que molts països afronten per culpa de la Immigració il·legal.
Per tal d'establir la segregació entre els anys 60 i 80 es dugué a terme una política de trasllats forçosos dels ciutadans cap a les seves zones assignades de residència. Algunes fonts citen la xifra de més de 3 milions i mig de desplaçats durant aquest període. Aquests inclogueren el trasllat a causa de reurbanització de barris marginals, treballadors en explotacions agrícoles propietat de ciutadans blancs, ciutadans dels anomenats punts negres (zones de propietat de negres rodejades per propietats de blancs), les famílies de treballadors que vivien en municipis a prop dels bantustans o l'excedent d'habitants de les zones urbanes. Entre aquestes destaquen el gran nombre d'habitants de Western Cape que foren traslladades als bantustans de Transkei o Ciskei o els prop de 60.000 habitants de Johannesburg traslladats a Soweto, acrònim de South Western Townships(municipis del Sud-oest).
L'objectiu del Partit Nacional des de la seva arribada al poder fou la d'establir un estat cristià que garantís la supremacia dels ciutadans blancs. Els punts clau que foren implementats per a garantir la segregació racial foren:
- Separació de la població en grups racials: africans, coloured, indis i blancs;
- Segregació racial estricta en les zones urbanes;
- Restricció de la possibilitat dels africans de viure en zones urbanes;
- Un sistema molt restrictiu i fortament controlat d'immigració laboral;
- Posar l'accent al tribalisme i l'ortodòxia en l'administració africana
- Un reforçament dràstic de la legislació sobre seguretat i control

El reconeixement internacional dels bantustans fou extremadament limitat i generalment es limità al reconeixement mutu entre ells i per part de Sud-àfrica que obrí ambaixades en les capitals d'alguns d'aquests territoris. Només Israel arribà en algun moment a mantenir relacions diplomàtiques amb Ciskei que l'any 1982 obrí una delegació diplomàtica a Tel-Aviv.

### Petit apartheid
El Partit Nacional va aprovar una sèrie de lleis que es van conèixer amb el nom de Petit apartheid. La primera d'elles va ser la prohibició dels matrimonis mixtos (Llei 55 de 1949), que prohibeix el matrimoni entre blancs i persones d'altres races. L'Esmena d'Immoralitat, Llei 21 de 1950 (modificada el 1957 per la Llei 23) prohibeix "les relacions racials il·legals" i "qualsevol acte immoral o indecent" entre una persona blanca i un africà, indi o persona de color (coloured).
Als negres no se'ls va permetre a la gestió de les empreses o les pràctiques professionals en les àrees designades com "Sud-àfrica blanca", sense un permís. Se suposava havien de passar a les zones designades com a homelands i establir les seves empreses i pràctiques allà. El transport i les instal·lacions civils van ser segregats. Els autobusos negres s'aturaven a les parades d'autobús negre i els blancs a les d'autobús blanc. Trens, hospitals i ambulàncies van ser segregats. Degut a la menor quantitat de pacients blancs el fet que els metges blancs preferien treballar en hospitals blancs, les condicions en aquests van ser molt millors que en els sovint superpoblats hospitals negres.
Es va prohibir als negres viure o treballar en les àrees blanques, a menys que hi tinguessin un passi (amb el malnom de dompas, "passi estúpid" en afrikaans). Només amb els negres inclosos en la "Secció 10" de drets (els que havien emigrat a les ciutats abans de la Segona Guerra Mundial) van ser exclosos d'aquesta disposició. El passi s'expedia únicament a una persona negre amb un treball aprovat. Els cònjuges i els fills havien de ser abandonats en els bantustans. Una passi era expedit per un districte judicial (normalment una ciutat) confinant el titular en l'àrea pel qual aquest tenia validesa. Una persona sense un passi vàlid estava subjecta a detenció a ser jutjat per ser un immigrant il·legal. A això li seguia una deportació sovint al bantustan d'origen i al judici de l'empresa (per donar feina a un immigrant il·legal). Furgonetes de la policia patrullaven les zones "blanques" buscant negres "il·legals" sense passis. Als negres no se'ls permetia donar feina a la gent blanca en la Sud-àfrica blanca.
Malgrat que els sindicats per a negres i gent de color existien des de principis del segle xx, no va ser fins a les reformes de la dècada de 1980 que es va formar un autèntic moviment sindical plenament desenvolupat.
A la dècada de 1970 l'educació en el sistema d'educació bantu (el sistema d'ensenyament es practicava a les escoles negres de la Sud-àfrica blanca) costava a l'estat només una desena part que la dels nens blancs. L'ensenyament superior es va impartir en universitats i col·legis segregats després de 1959. Es van crear vuit universitats negres en els territoris patris. La Universitat de Fort Hare en el territori de Ciskei (avui Cap Oriental), va acollir només els estudiants de parla xosa. Els parlants de sesotho, tswana, pedi i venda es van matricular en la recentment fundada Escola Superior del Nord a Turfloop, mentre que la Universitat de Zululandia es va posar en marxa per a acollir als estudiants Zulu. Els coloured i els indis tenien els seus propis establiments a Ciutat del Cap i a Natal, respectivament.
A més, cada bantustan controlava la seva pròpia educació, la salut i el sistema policial. Als negres no se'ls permetia comprar licor. Només se'ls permetia comprar de l'estat la producció de cervesa de mala qualitat (encara que aquesta norma es va relaxar més tard). Es van segregar les platges públiques, així com les piscines públiques, alguns ponts de vianants, els lloc d'aparcament dels cinemes "drive-in", els cementiris, els parcs i els banys públics. No es permetia l'entrada als negres a cinemes i teatres de les "zones blanques" i pràcticament no hi havia sales de cinema a les zones negres. La majoria dels restaurants i hotels en àrees blanques no permetien l'admissió de negres a excepció del personal. Es va prohibir als negres africans d'assistir a les esglésies "blanques" però aquesta norma mai es va aplicar rígidament, i les esglésies van ser un dels pocs llocs on es podien barrejar les races sense la interferència de la llei. Els negres que guanyaven 360 rands a l'any, 30 rands al mes o més, havien de pagar impostos, mentre que el llindar per als blanc era dues vegades més alt, de 750 rands l'any, 62,5 rand per mes. D'altra banda, la taxa d'impostos per als blancs va ser considerablement superior a la dels negres.
Els negres mai podien adquirir terres en zones blanques. En els bantustans, la major part de la terra pertanyia a una 'tribu', on el cacic local decidia la forma en què la terra havia de ser utilitzada. Això va donar lloc que la gent blanca posseís gairebé totes les terres industrials i terres agrícoles i la major part del sòl residencial apreciat. La majoria dels negres van ser desposseïts de la seva ciutadania sud-africana, quan els "territoris patris" es va convertir en "independent". Per tant, ja no estaven en condicions de demanar els passaports sud-africans. Els requisits d'elegibilitat per al passaport eren difícils d'acomplir per als negres, el govern sostenia que un passaport era un privilegi, no un dret. Com a tal, el govern no va concedir passaports a molts negres. L'apartheid de Sud-àfrica va impregnar la cultura, així com la llei. La major part dels mitjans de comunicació van reforçar aquest fet, i la manca d'oportunitats per a les races de barrejar-se en un entorn social va quedar arrelada en la distància social entre les persones.

### Les dones sota l'apartheid

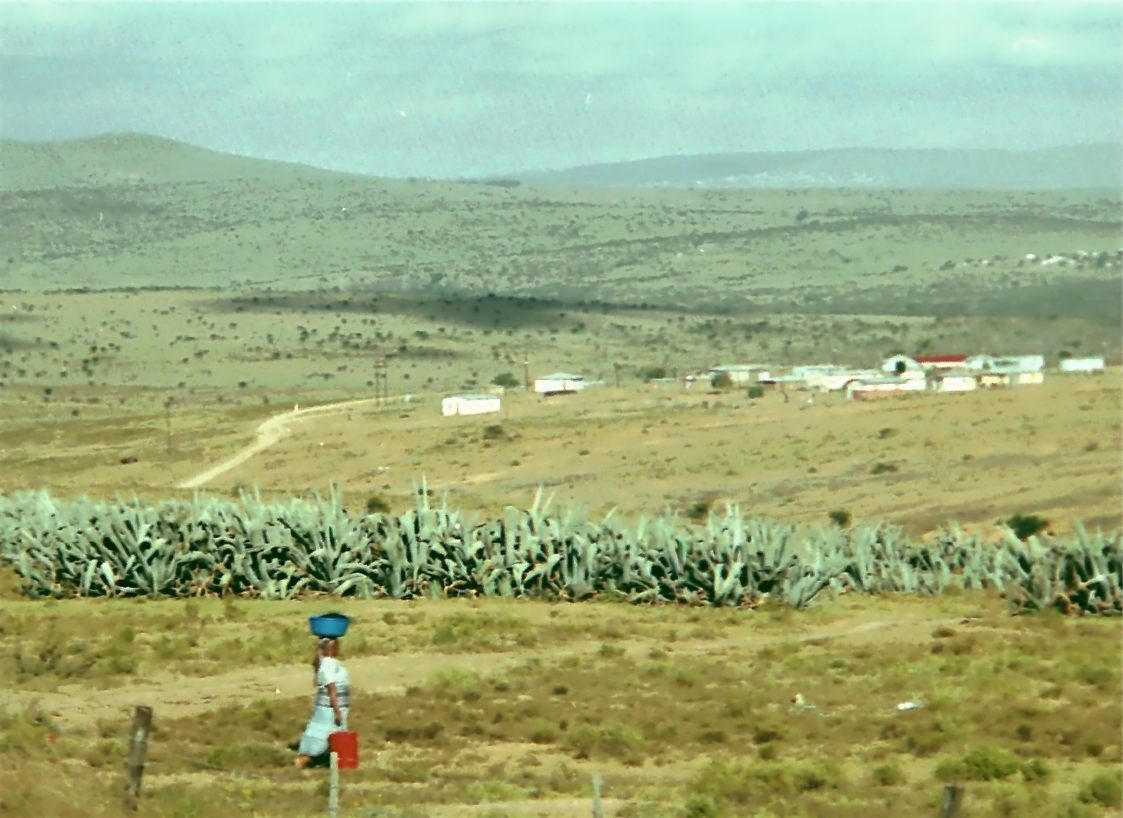
Una dona treballant a Ciskei, un dels bantustans de Sud-àfrica.

El colonialisme i l'apartheid va tenir un gran impacte en les dones, ja que va patir tant la discriminació racial com la de gènere. L'opressió contra la dona africana fou diferent de la discriminació contra els homes. De fet, tenien molt pocs o cap dret legal, no tenien accés a l'educació o a la propietat. Sovint els era difícil aconseguir feina, i moltes dones africanes es guanyaven la vida com a treballadores domèstiques o agrícoles, encara que els salaris eren molt baixos si és que en tenien. Els nens eren víctimes de malalties causades per la malnutrició i problemes sanitaris, i per tant, les taxes de mortalitat eren elevades.
El moviment controlat dels treballadors africans que treballaven a les zones urbanes del país, separaven les famílies, ja que els homes generalment treballaven en els centres urbans, mentre que les dones es van veure obligades a romandre a les zones rurals. Les lleis de matrimoni i natalitat també foren controlades pel govern i l'Església Reformista Holandesa, clarament pro-apartheid, va tractar de restringir les taxes de natalitat dels africans.

### Altres minories
Definir la població de l'Àsia oriental, que no semblava pertànyer a cap dels quatre grups predefinits fou sempre un dilema pel govern de l'apartheid. Els xinesos sud-africans, descendents d'immigrants que arribaren al país per treballar a les mines d'or del voltant de Johannesburg a finals del segle xix, foren definits com a "altres asiàtics" i, per tant, "no-blancs". D'altra banda els immigrants japonesos i de Taiwan (un dels socis diplomàtics i econòmics més importants del país) eren considerats "blancs honoraris" amb els mateixos privilegis que els ciutadans de raça blanca.

## Resistència
Fou a partir de la dècada de 1970 que la resistència a l'apartheid es feu més notòria. Al principi fou a través de vagues seguides per protestes estudiantils. Els estudiants, dirigits per Steve Biko un estudiant de medicina, foren una força important darrere del Moviment de Consciència Negra que lluitava per l'alliberament de la raça negra i feren diversos actes d'oposició no violenta.
Un dels actes més rellevants d'aquesta època foren les conegudes com a protestes de Soweto, uns actes d'oposició a una llei promulgada pel govern que obligava a totes les escoles a fer l'ensenyament en afrikaans. El 30 d'abril de 1976 les escoles de Soweto es declararen en rebel·lia, ja que aquesta llengua era fortament identificada amb l'opressió blanca.S'organitzà una marxa d'estudiants que acabà en tragèdia quan la policia disparà als manifestants. Malgrat que el balanç oficial és de 12 morts s'ha estimat que la xifra real arribà als 575, la majora menors morts a causa de trets de la policia. Aquest incident inicià una onada de violència que s'estengué per tota Sud-àfrica.
El setembre de 1977 Steve Biko fou arrestat i torturat de manera brutal, causant-li la mort tres dies després. El seu sacrifici serví com a impuls definitiu a les protestes anti-apartheid que ja no s'aturaria i inspirà a tota una generació de joves negres que s'oposaren de forma manifesta al règim sota el lema "lliberació abans que educació"

## Relacions internacionals

### Nacions Unides
| « | Parlem de posar el món en guàrdia contra el que està succeint a Sud-àfrica. La brutal política de l'apartheid s'aplica davant mateix dels ulls de les nacions del món. Els pobles de l'Àfrica es veuen obligats a suportar el fet que, en el continent africà, la superioritat d'una raça sobre una altra, segueix sent la política oficial, i que, en nom d'aquesta superioritat racial, s'assassina amb impunitat. Poden les Nacions Unides no fer res per aturar això? | » |
| — Che Guevara davant l'Assemblea General de les Nacions Unides representant Cuba l'11 de desembre de 1964 | |   |

En la primera reunió de l'ONU de 1946, Sud-àfrica es va col·locar en l'ordre del dia. El principal tema en qüestió era el tractament dels indis de Sud-àfrica, una gran causa de divergència entre Sud-àfrica i l'Índia. El 1952, l'apartheid es va discutir arran de la Campanya de Desafiament, i l'ONU va crear un grup de treball per vigilar els progressos de l'apartheid i la situació racial a Sud-àfrica. Encara que les polítiques racials del país foren un motiu de preocupació, la majoria dels països de l'ONU van coincidir a ressaltar que aquest era un assumpte intern, que quedava fora de la jurisdicció de les Nacions Unides.
L'abril de 1960, la posició conservadora que les Nacions Unides tenien sobre l'apartheid canvià arran de la Massacre de Sharpeville, i el Consell de Seguretat per primera vegada es posà d'acord en una acció coordinada contra el règim d'apartheid, exigint el final de la segregació racial i la discriminació. Des de 1960 el Congrés Nacional Africà va iniciar una campanya de lluita armada per la que després s'enfrontaria a un càrrec de 193 actes de terrorisme a partir de 1961-1963, sobretot bombardejos i assassinats de civils.
Malgrat tot, el govern de Sud-àfrica va començar una etapa de més repressió, amb la prohibició del Congrés Nacional Africà i el PAC. El 1961, el Secretari General de les Nacions Unides Dag Hammarskjöld viatjà a Sud-àfrica i, posteriorment, va declarar que havia estat incapaç d'arribar a un acord amb el Primer Ministre Hendrik Frensch Verwoerd.
El 6 de novembre de 1962, l'Assemblea General de les Nacions Unides va aprovar la Resolució 1761, condemnant les polítiques d'apartheid de Sud-àfrica. El 1966, les Nacions Unides va celebrar el primer de molts col·loquis sobre l'apartheid. L'Assemblea General va declarar el 21 de març com a Dia Internacional per a l'Eliminació de la Discriminació Racial, en la memòria de la matança de Sharpeville. El 1971, l'Assemblea General va denunciar formalment la institució dels bantustans, i el 1974 s'aprovà una proposta per expulsar Sud-àfrica de les Nacions Unides que fou vetada per França, Gran Bretanya i els Estats Units d'Amèrica, els principals socis comercials de Sud-àfrica.
El 7 d'agost de 1963, el Consell de Seguretat de les Nacions Unides va aprovar la Resolució 181 demanant una embargament voluntari d'armes contra Sud-àfrica, i en el mateix any, es va crear un Comitè Especial contra l'Apartheid per a encoratjar i supervisar els plans d'acció contra el règim. Des de 1964, els Estats Units i el Regne Unit va suspendre el seu comerç d'armes amb Sud-àfrica. El 1977, l'embargament d'armes passà a tenir caràcter obligatori, amb la resolució 418 del Consell de Seguretat.
L'establiment de sancions econòmiques contra Sud-àfrica també es va debatre amb freqüència com una forma eficaç per exercir pressió sobre el govern per l'apartheid. El 1962, l'Assemblea General de les Nacions Unides va demanar que els seus membres trencar vincles polítics, fiscals i de transport amb Sud-àfrica. El 1968, es proposa posar fi a totes les connexions culturals, educatives i esportives. Les sancions econòmiques, però, no es van fer obligatòries, a causa de l'oposició dels principals socis comercials de Sud-àfrica.
El 1978 i 1983 les Nacions Unides va condemnar a Sud-àfrica en la Conferència Mundial contra el Racisme, i es va formar un important moviment de desinversió, pressionant als inversors a desinvertir en empreses sud-africanes o les empreses que feien negocis amb Sud-àfrica.
Després de molt debat, de finals de la dècada de 1980 els Estats Units, el Regne Unit, i altres 23 nacions havien promulgat lleis que imposaven diverses sancions comercials a Sud-àfrica. En molts països, el moviment de desinversió es va generalitzar, amb diferents ciutats i províncies de tot el món involucrades i l'aplicació de diverses lleis i normatives locals que prohibien a les corporacions registrades sota la seva jurisdicció, de fer negocis amb empreses, fàbriques o bancs sud-africans.

### Commonwealth
Les relacions de Sud-àfrica amb la Commonwealth tingueren un punt d'inflexió l'any 1960 quan el llavors primer ministre del Regne Unit Harold Macmillan pronuncià un famós discurs davant del Parlament de Sud-àfrica a Ciutat del Cap. En aquest discurs el mandatari propugnà la descolonització del continent africà i criticà durament la política de l'apartheid. Les condemnes internacionals eren llavors ja bastant acusades i s'incrementaren encara més arran de la Massacre de Sharpeville. Després d'això el país celebrà un referèndum per convertir-se en una república aconseguint un resultat favorable del 52% entre tots els votants blancs que estigueren autoritzats a participar-hi.
Com a conseqüència del seu canvi d'estatus, Sud-àfrica necessitava ser readmesa a la Commonwealth. Malgrat que altres països havien superat processos similars amb èxit, el país no comptava en aquell moment amb el suport de molts estats membres i es veié obligat a renunciar-hi el mateix dia que la república entrava en vigor el 31 de desembre de 1961. L'any 1994 amb la fi de l'apartheid foren readmesos com a estat membres sota la nova forma de govern republicana.

## La fi de l'apartheid

### Presidència de Frederik Willem de Klerk
A principis de 1989, el fins aleshores president Botha va patir un accident vascular cerebral i va ser instat a dimitir el 13 de febrer de 1989. Va ser succeït al càrrec de president a finals d'aquest mateix any per Frederik Willem de Klerk. Malgrat la seva reputació inicial com un conservador, De Klerk va encaminar decididament les negociacions per posar fi a l'estancament polític al país. En el seu discurs d'obertura davant el Parlament el 2 de febrer de 1990, De Klerk va anunciar que pretenia derogar les lleis discriminatòries i aixecar la prohibició que feia 30 anys que durava contra els grups anti-apartheid, grups com el Congrés Nacional Africà, el Congrés Panafricà, el Partit Comunista de Sud-àfrica (SACP) i la UDF així com l'abolició de la Llei de Terres. De Klerk també va fer públic el seu primer compromís d'alliberar l'empresonat líder de l'ANC, Nelson Mandela, restablir la llibertat de premsa i suspendre la pena de mort. Es varen aixecar les restriccions dels mitjans de comunicació i els presos polítics no culpables de delictes de dret comú van ser posats en llibertat.
L'11 de febrer de 1990, Nelson Mandela va ser alliberat de la presó Víctor Verster, després de més de 27 anys.
Després d'haver estat instat pel Consell de Seguretat de l'ONU a posar fi a la seva llarga ocupació militar al Sud-oest d'Àfrica / Namíbia, i a la llum de diverses derrotes militars i del creixent cost de la seva guerra d'ocupació allà, Sud-àfrica va haver de cedir el control d'aquest territori, Namíbia es va convertir oficialment en un Estat independent el 21 de març de 1990.

### Les negociacions

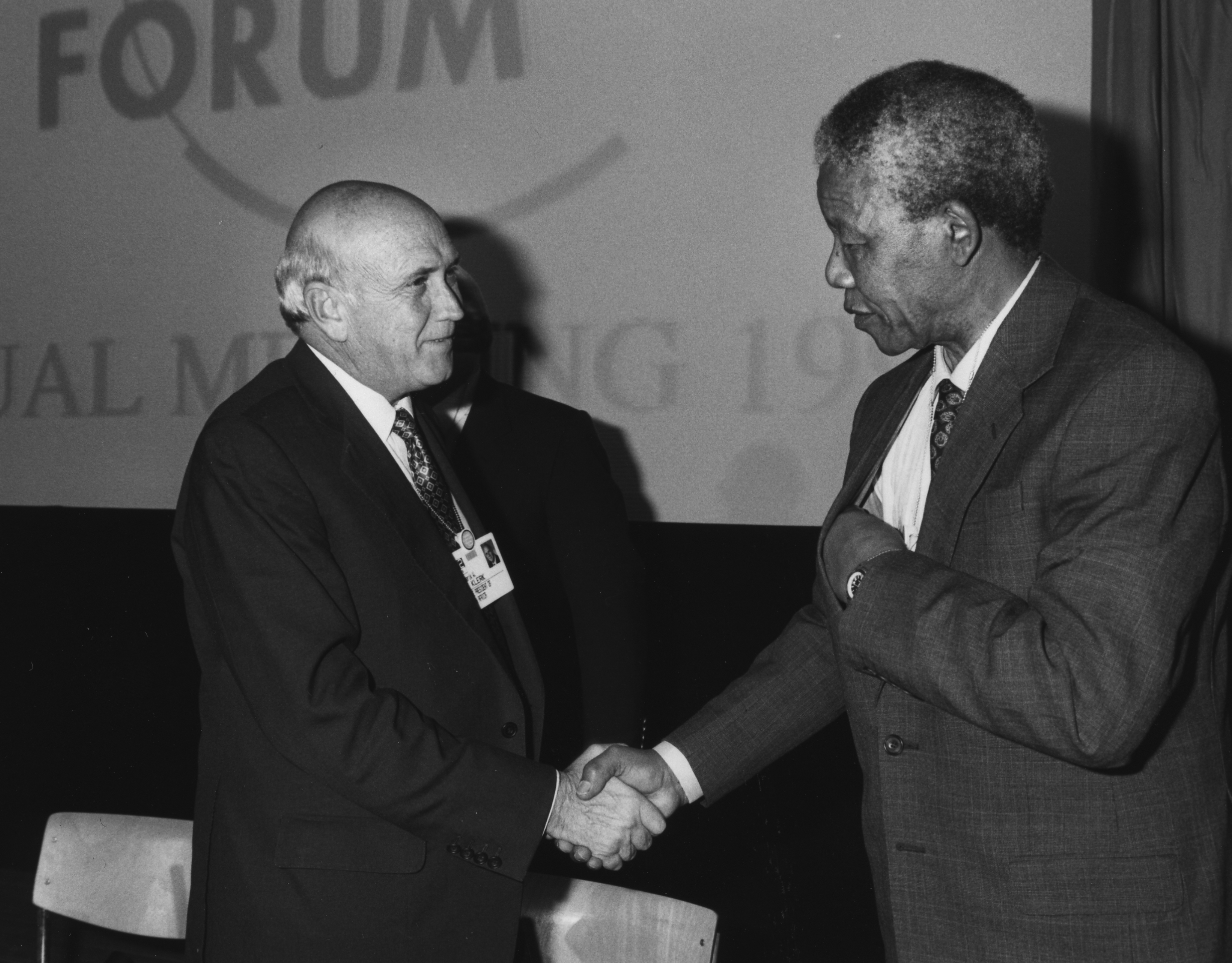
De Klerk i Mandela es donen la mà durant una reunió del fòrum econòmic mundial a Davos, l'any 1992.

El règim de l'apartheid es va desmantellar en una sèrie de negociacions entre 1990 i 1993, que va culminar en les eleccions de 1994, les primera a Sud-àfrica, amb sufragi universal.
Del 1990 al 1996, l'aparell jurídic de l'apartheid va ser abolit. El 1990 van començar les negociacions amb serietat, amb dues reunions entre el Govern i l'ANC. L'objectiu de les negociacions era aplanar el camí per a les converses cap a una transició pacífica del poder. Aquestes reunions van tenir èxit, ja que s'estableixen en les condicions prèvies per a les negociacions - malgrat els considerables tensions encara abundaven al país.
A la primera reunió, el Partit Nacional i l'ANC van discutir les condicions per començar les negociacions. La reunió es va celebrar a Groote Schuur, la residència oficial del president. Es va acordar que abans de començar les negociacions els presos polítics van ser alliberats i es va permetre a tots els exiliats tornar.
Hi havia temors que el canvi de poder a Sud-àfrica fos violent. Per evitar-ho, fou essencial arribar a una solució pacífica entre totes les parts. El desembre de 1991, la Convenció per una Sud-àfrica Democràtica (CODESA) van començar les negociacions sobre la formació d'un govern de transició multiracial i una nova constitució per ampliar els drets polítics a tots els grups. La CODESA va adoptar una Declaració d'Intencions i es va comprometre a aconseguir "una Sud-àfrica no dividida".
Les reformes i les negociacions per posar fi a l'apartheid va conduir a una reacció violenta entre els blancs de l'oposició de dretes, guanyant una sèrie d'eleccions en contra del diferents candidats del Partit Nacional. De Klerk, va respondre convocant a un referèndum només per a blancs el març de 1992 per decidir si calia o no continuar les negociacions. Una majoria de 68 per cent dels votants en blanc va donar el seu suport, donant força a la posició de permetent a De Klerk així com al Partit Nacional en les negociacions que seguiren.
Així, quan les negociacions es van reprendre el maig de 1992, sota l'etiqueta de la COSADE II, es van formular unes exigències molt més fortes. L'ANC i el govern no van poder arribar a un compromís sobre com s'havia de compartir el poder durant la transició a la democràcia. El Partit Nacional volia mantenir una posició forta en un govern de transició, així com el poder de canviar les decisions preses pel parlament.
La persistència de la violència s'afegí a la tensió durant les negociacions. La violència s'atribueix a la impaciència de canvi per part dels que encara viuen sota la repressió, i també la intensa rivalitat entre el Partit Inkatha per la Llibertat (IFP) i l'ANC. Encara que Mandela i Buthelezi es van reunir per resoldre les seves diferències, no varen poder aturar la violència. Un dels pitjors casos de violència IFP-ANC va ser la Matança de Boipatong, de 17 de juny de 1992, quan 200 militants del IFP van atacar la localitat de Boipatong Gauteng, causant la mort de 45 habitants. Els testimonis van dir que els homes havien arribat amb vehicles de la policia, afirmant que el suport d'elements de la policia i l'exèrcit havia contribuït a l'actual violència. Quan De Klerk, va tractar de visitar el lloc de l'incident, fou expulsat per una multitud colèrica, contra la qual la policia va obrir foc, matant tres persones. Mandela va sostenir que De Klerk, com a cap d'Estat, havia de ser l'encarregat de posar fi al vessament de sang. També va acusar la policia de Sud-àfrica d'incitar l'ANC-IFP a la violència. Això va servir de base per a la retirada de l'ANC de les negociacions, el CODES es va trencar per complet en aquesta etapa.
La matança de Bisho el 7 de setembre de 1992 va tornar a portar les coses al començament. La Força de Defensa de Ciskei va matar 29 persones i van ferir a 200, quan van obrir foc contra manifestants de l'ANC que exigien la reincorporació de la pàtria Ciskei a Sud-àfrica. En el període posterior, Mandela i De Klerk, van acordar reunir-se per trobar la manera de posar fi a l'espiral de violència. Això va donar lloc a una represa de les negociacions.
La violència d'extrema dreta es va sumar també a les hostilitats d'aquest període. L'assassinat de Chris Hani el 10 d'abril de 1993 amenaçà de sumir el país en el caos. Hani, el popular secretari general del Partit Comunista sud-africà (SACP), va ser assassinat el 1993 al Parc Aurora a Johannesburg per Janusz Walus, un anti-comunista polonès refugiat que tenia estrets vincles amb el nacionalistes blancs Afrikana Weerstandsbeweging (AWB). Hani gaudia d'un ampli suport més enllà de la seva afiliació en el SACP i l'ANC i havia estat reconegut com un potencial successor de Mandela, la seva mort va portar protestes a tot el país i en tota la comunitat internacional, però al final va resultar ser un punt d'inflexió, després del qual les principals parts s'instaren a arribar a una solució amb una major determinació. El 25 de juny de 1993, l'AWB feu xocar un vehicle blindat contra de les portes del World Trade Center, on les converses encara seguien endavant en el marc del Consell de Negociació. Ni tan sols això no va fer descarrilar el procés.
A més de la continuació de la violència "entre negres", hi hagué una sèrie d'atacs contra blancs civils perpetrats per l'ala militar de la PAC, l'Exèrcit Popular d'Alliberament d'Azània (APLA). La PAC sostenia l'esperança d'enfortir la seva posició per atreure el suport dels joves impacients per l'esdevenir del procés. En la massacre de l'església de St James el 25 de juliol de 1993, membres de la APLA van obrir foc en una església a Ciutat del Cap, matant a 11 membres de la congregació i ferint-ne a 58.
El 1993, De Klerk i Mandela foren conjuntament guardonats amb el Premi Nobel de la Pau "pel seu treball per a l'acabament pacífic del règim de l'Apartheid, i per establir les bases d'una nova Sud-àfrica democràtica".
La violència persistí fins a les eleccions de 1994. Lucas Mangope, del bantustan de Bophuthatswana, va declarar que no prendria part en les eleccions. Es va decidir que, una vegada que la constitució temporal hagués entrat en vigor, els bantustans s'incorporarien a Sud-àfrica, però Mangope no volia que això passés. Hi va haver fortes protestes contra la seva decisió, donant lloc a un cop d'Estat a Bophuthatswana el 10 de març que, malgrat la intervenció de la dreta blanca que tenia l'esperança de mantenir-lo en el poder, aconseguí destituir a Mangope. Tres militants del AWB van morir durant aquesta intervenció, i se'n mostraren imatges molt punyents a la televisió nacional i en els diaris de tot el món.
Dos dies abans de les eleccions, un cotxe bomba va explotar a Johannesburg, matant nou persones. El dia abans de les eleccions, un altre en va ferir tretze. Finalment, però, durant la mitjanit del 26-27 d'abril de 1994, l'antiga bandera fou replegada, i es va cantar l'himne (ara co-oficial) Die Stem ("La Crida"), seguit per la hissada de la nova Bandera de Sud-àfrica amb arc de Sant Martí i el cant d'un altre himne co-oficial, Nkosi Sikelel 'iAfrika ("Déu beneeixi a Àfrica").

### Eleccions de 1994

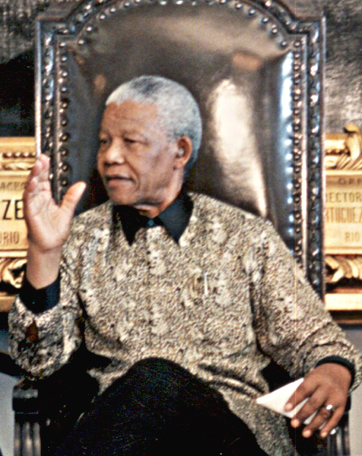
Nelson Mandela en un viatge oficial al Brasil el 1998.

Les eleccions es van celebrar el 27 d'abril de 1994 i hi varen votar de forma pacífica uns 20.000.000 de sud-africans de tot el país. Hi va haver algunes dificultats en l'organització de la votació a les zones rurals, però, en tot el país, la gent va esperar pacientment durant hores per votar en mig d'un sentiment palpable de bona voluntat. Es va afegir un dia extra a les eleccions per a donar a tots l'oportunitat de votar. Els observadors internacionals es van mostrar d'acord que les eleccions van ser lliures i justes.
L'ANC va obtenir el 62,65% dels vots, menys del 66,7% que li haurien permès reescriure la constitució. En el nou parlament, 252 dels 400 escons van ser els membres del Congrés Nacional Africà. El Partit Nacional capturà la majoria dels vots blancs i es va convertir en el partit de l'oposició oficial. A més del parlament nacional es van escollir els governs provincials, i el Congrés Nacional Africà va guanyar en set de les nou províncies, resultant el Partit Nacional guanyador de Cap Occidental i l'IFP de KwaZulu-Natal. El 10 de maig de 1994, Mandela va fer el jurament com a president de Sud-àfrica. Va establir un govern d'unitat nacional compost per dotze representants de l'ANC, sis del PN, i tres de la IFP. Thabo Mbeki i Frederik Willem de Klerk en foren vicepresidents.
L'aniversari de les eleccions, el 27 d'abril, se celebra com un dia festiu a Sud-àfrica, i es coneix com a dia de la Llibertat.

## En la cultura popular
L'any 1988 la cançó Gimme Hope Jo'anna del britànic Eddy Grant va adquirir una gran popularitat internacional, aguantant-se a les llistes dels més venuts durant més de cinc anys. La cançó denuncia la situació política de Sud-àfrica (Dona'm esperança Jo'anna on Jo'anna es refereix a la ciutat de Johannesburg) i per aquest motiu fou prohibida en aquest país.
| «                                 | La Joanna governa un país, governa a Durban i al Transvaal. Ella fa feliç a alguna de la seva gent i no es preocupa gens per la resta. Té un sistema que anomenen apartheid que sotmet als germans. Però potser la pressió farà que la Joanna vegi com tots podem viure en unitat. | » |
| — Eddy Grant - Gimme Hope Jo'anna | |   |